# 淮宁府
淮宁府，中国北宋时设置的府。
宣和元年（1119年）升陈州置，治所在宛丘县（今河南省淮阳县）。属京西北路。辖境相当今河南省淮阳、沈丘、项城、商水等市县地。金朝时复为陈州。 